# NBA 2K9
NBA 2K9 è un videogioco di basket NBA prodotto dalla 2K Sports, branca della nota Take Two Interactive. Dal 2003 la 2K Sports produce la serie NBA 2K, che subito è diventata concorrente della serie NBA Live della EA Sports. Il testimonial per questa edizione è Kevin Garnett dei Boston Celtics.
Al suo interno presenta varie sezioni, partite amichevoli, stagioni, l'associazione 2.0 e numerose modalità di allenamento.

## Accoglienza
| Testata         | Versione | Giudizio |
| --------------- | -------- | -------- |
| Play Generation | PS3      | 92/100   |

La rivista Play Generation lo classificò come il terzo miglior gioco di sport del 2008. La stessa testata diede alla versione per PlayStation 3 un punteggio di 92/100, trovandolo un impareggiabile simulatore di basket esaltato da controlli chirurgici e incontri al limite del fotorealistico.